# Cachoeira de Pajeú
Cachoeira de Pajeú – miasto i gmina w Brazylii, w stanie Minas Gerais. Znajduje się w mikroregionie Pedra Azul.